# Filip Višnjić
Filip Višnjić (Gornja Trnova, 1767. – Grk, danas Višnjićevo, 1834.) jedan je od najpoznatijih srpskih guslara i tvoraca srpskih epskih narodnih pjesama.
S guslama u rukama putovao je po čitavome Bosanskome pašaluku, pa i dalje, sve do Skadra. Po selima i na manastirskima saborima pjevao je Srbima, a prolazeći kroz gradove pjevao je na dvorovima turskih prvaka. Dvije publike tražile su različite pjesme zbog čega je Višnjić imao dva različita repertoara, jedan za svoje kršćanske, a drugi za muslimanske slušaoce. Njegove pjesme o Svetome Savi karakteristične su za manastirski, hagiografski repertoar slijepih pjevača.
Srpski učenik i helenist Miloš N. Đurić nazvao ga je „srpskim Homerom“.

## Životopis

### Rani život
Filip Višnjić rođen je u selu Vilića Guvno, kraj Gornje Trnove, Ugljevik, 1767. godine, gdje je planirana izgradnja replike njegove rodne kuće.
Bio je iz bogate obitelji Vilić. Roditelji su mu se zvali Đorđe i Marija. Otac mu je rano umro. Preudavši se u selo Međaše, majka je četverogodišnjega sina odvela sa sobom. Po njenom nadimku – Višnja – Filip će dobiti prezime.
U osmoj ili devetoj godini Filip Višnjić prebolio je boginje koje su mu ostavile ožiljke na licu i oduzele mu vid. Godine 1787., u 20. godini Višnjićevoga života, Viliće je zadesila nesreća. Svrativši njihovoj kući, neki turski nasilnici udare na čast jedne žene, lijepe Đurđije. Kako bi se osvetile za nanesenu štetu, Vilići jednoga Turčina posijeku, a drugoga objese pred kućom, o šljivu ularom s njegova konja. Kazna ih ubrzo stigne. Svi odrasli muškarci, tri strica i jedan bratić, bili su odvedeni u Zvornik i ubijeni. Obitelji su oduzeli carsko pravo i ime Vilića se skoro zatrlo.
Na starome ognjištu više nije bilo kruha za Filipa, a ni na novome jer mu je tih godina umrla i majka. Naučivši svirati gusle, mladić je napustio Međaše, potucajući se cestama i pjesmom proseći kruh. Putovao je godinama obišavši Bosanski pašaluk, Hercegovinu, došao do Skadra. U selima i oko manastira pjevao je kršćanskoj raji, a svraćao je i na dvorove muslimanskih prvaka koji su ga primali s poštovanjem. Ubrzo je zbog svojih sposobnosti prepričavanja privukle su pažnju mnogih utjecajnih osoba, poput Ivana Kneževića (Knez Ivo od Semberije), obor-kneza 12 sela Bijeljinske nahije. Oko 1798. godine Višnjić se oženio s Nastom Ćuković koja je poticala iz imućne obitelji. S njom je imao šestero djece, od kojih su neka umrla u dojenačkoj dobi.

### Prvi srpski ustanak
Prvi srpski ustanak dočekao je u svome zavičaju. Slušao je kako se turske vojske skupljaju na Drini i odlaze kako bi ugušile bunu, kao i njihov bijeg nakon srpske pobjede na Mišaru. Sa srpskom vojskom koja se 1809. godine povlačila iz Semberije pobjegao je u Srbiju. Prvo će živjeti u Loznici, pa u Badovincima i konačno u Salašu Noćajskome gdje se smjestio kod Stojana Čupića. Poslije toga Višnjić je putovao uz Drinu svirajući gusle i recitirajući epske pjesme kako bi podigao moral ustanicima. Nekada će se Višnjić naći usred okršaja, poput 1810. godine kada je svojom pjesmom bodrio ustanike da obrane Loznicu. Poslije boja Višnjić je pjevao i Karađorđu, ćudljivome voždu, koji je s njim progovorio nekoliko riječi. Bio je omiljen gost u kućama ustaničkih vojvoda, Luke Lazarevića i Stojana Čupića. Stojan Čupić Višnjiću je za pjesmu Boj na Salašu darovao bijelca, pa je neko vrijeme kolima putovao po Srbiji.

### Razdoblje poslije Prvoga srpskoga ustanka
Godine 1813. srpski ustanici su bili na rubu poraza te je iste te godine ugušen taj devetogodišnji ustanak. Višnjić je sa svojom obitelji i većina ustanika prešao rijeku Savu te tako ušao u Srijem koji je tada bio dio Austrijskoga Carstva. Nakon što je nekoliko godina proveo u izbjegličkome kampu, Višnjić se nastanio u selo Grk, danas Višnjićevo, Šid, Srijem. U Grku je živio na sličan način kao i prije ustanka, ali u sasvim drugačijima prilikama; išao je po selima i gradovima širom Srijema, Slavonije, Bačke, Banata, pjevajući pjesme. No, sada je njegov repertoar bio sasvim različit. U njemu su glavno mjesto zauzimale pjesme o srpskome ustanku koje je sam ispjevao. 
Višnjić je u Grku upoznao srpskoga jezikoslovca Vuka Karadžića koji je htio zapisati Višnjićeve pjesme ite ih tako sačuvati. Karadžić je uvjerio Višnjića da ga posjeti u manastiru Šišatovcu kod Fruške gore 1815. godine. Karadžić je zapisao sedamnaest Višnjićevih pjesama, četiri stare i trinaest novih, ustaničkih pjesama. Karadžić je nedugo zatim napustio manastir i uputio se prema Beču gdje je objavio Višnjićeve epske pjesme. Te su se pjesme pojavile u izdanju Narodne srbske pjesnarice.
Kasnije je u Šišatovcu Višnjić često bio gost tadašnjega vodećega srpskoga pjesnika Lukijana Mušickoga. Tim susretima „srpskog Homera“ i „srpskog Horacija“ dugujemo nekoliko podataka o Višnjićevom životu i načinu rada. Mušickom je ispričao kako je stvarao pjesme: pitao je ratnike, kada su se vraćali s bojišta, tko je predvodio, gdje su se borili, tko je poginuo, protiv koga su išli, itd.
Višnjić je nastavio putovati regijom i recitirati svoje pjesme unatoč njegovoj starosti. Svugdje gdje je nastupao bio je srdačno primljen te je primao i davao skupe poklone. Godine 1816. nastupao je za karlovačkoga mitropola Stefana Stratimirovića. Tada više nije stvarao nove pjesme, već je reinterpretirao starije pjesme. Karadžić i još nekoliko značajnih srpskih akademičara nagovarali su Višnjića da se vrati u Osmansku Srbiju, nadajući se da će tako dobiti inspiraciju za stvaranje novih pjesama. Višnjić je odbio njihove ponude za povratak. Biograf Branko Šašić pripisuje Višnjićevo odbijanje njegovome filozofskome i ideološkome otporu Milošu Obrenoviću koji je 1815. pokrenuo Drugi srpski ustanak protiv Osmanskoga Carstva. Za Višnjića se tvrdi da je rekao kako ne može oprostiti Obrenoviću zbog naređivanja ubojstva Karađorđa. Višnjić i njegova obitelj uspijevali su u Srijemu. Poslao je svojega sina u školu, kupio vlastitoga konja i kočiju i prema Karadžiću, „postao je pravi gospodin”.

### Smrt
Umro je u Grku, danas Višnjićevo, 1834. godine. Seljaci su ga sahranili u svome groblju i urezali mu gusle na velikoj krstači od hrastovine.

## Stvaralaštvo
Višnjić nije stvarao toliko djela kao njegovi suvremenici. Njegov opus sastoji se od četiri starih pjesama kojima je bio redaktor te trinaest novih pjesama o Prvome srpskome ustanku čiji je bio stvaratelj. Sva njegova djela nastala su tijekom Prvoga srpskoga ustanka. Radnja svih trinaest pjesama odvija se tijekom Prvoga srpskoga ustanka te se odvija oko pravih, povijesnih likova, a ne izmišljenih. Njihova središnja tema je borba protiv Osmanskoga Carstva. Radnja deset od trinaest Višnjićevih pjesama odvija se u Podrinju. Sveukupno, njegov se opus sastoji od 5001 stiha. Slijedi popis djela čije se autorstvo isključivo pripisuje Višnjiću:
- Početak bune protiv dahija
- Boj na Čokešini
- Boj na Salašu
- Boj na Mišaru
- Boj na Loznici
- Uzimanje Užica
- Knez Ivo Knežević
- Luka Lazarević i Pejzo
- Miloš Stojićević i Meho Orugdžić
- Hvala Čupićeva
- Stanić Stanojlo
- Bjelić Ignjatije
- Lazar Mutap i Arapin

Širom se smatra da je Početak bune protiv dahija Višnjićev magnum opus. Pjesma se fokusira na rane događaje Prvoga srpskoga ustanka i događaje koje su doveli do njega. Za razliku od epskih pjesama iz Kosovskoga ciklusa koji se bavi Bitkom na Kosovu polju i njenima posljedicama, Početak bune protiv dahija slavlje je pobjede, a ne sjećanje poraza.
Višnjić je bio jedan od rijetkih epskih pjesnika 18. i ranoga 19. stoljeća za čija su se djela znala da je on bio autor. Isto vrijedi i za druge epske pjesnike čija je djela Karadžić objavljivao, poput Tešana Podrugovića, slijepe guslarke Jeca, Stepanija i Živena. Zbog pretežitoga usmenoga karaktera srpskoga epskoga pjesništva, imena autora mnogih pjesama izgubila su se s vremenom.
Na raznolik i vijugav stil guslara, zbog kojega riječi u tekstu objavljene pjesme ne bi posve odgovarale svim riječima pjevanim na javnim nastupima, utjecala je priroda same recitacije epske poezije. Prema profesoru slavistike Davidu A. Norrisu guslari „nisu napamet znali vlastite pjesme, nego su se koristili tradicionalnima frazama i formulaičnima izrazima koje bi izgovarali prilikom svakoga pjevanja.” Repertoar guslara utemeljen je na tipu ubrzanoga sastavljanja pjesme pri kojem se tijekom svakoga nastupa ti djelići poezije i stihovi uvrštavaju na posebna mjesta. Zbog toga su guslari poput Višnjića mogli izmijeniti sadržaj svojih epskih pjesmi ovisno o publici ili događaju. Epsku je tradiciju prožimala i pjesnička sloboda.
Trinaest Višnjićevih pjesama, s još nekoliko manje značajnih pjesama drugih autora, čine posljednji, ustanički ciklus srpskoga narodnoga eposa. Nove pjesme o novima događajima u to su vrijeme stvarali i drugi pjevači, među njima i jedan od najvećih, Starac Raško, ali one sve zaostaju za pjesmama koje su pjevale o starima vremenima. Filip Višnjić se, međutim, uzdigao među prve upravo novima pjesmama.

## Tematika
Kakve je pjesme pjevao turskoj publici nije poznato, no to su svakako morale biti muslimanske pjesme, o podvizima čuvenih bosanskih junaka. Izvjesne pojedinosti u pjesmama s kršćanskome tematikom posredno upućuju na njegovo poznavanje muslimanske epike kao i života i shvaćanja islamskoga svijeta. Na primjer, u pjesmi Smrt Marka Kraljevića postoji poseban odnos između junaka i njegovoga konja. Šarac plače predosjećajući smrt svojega gospodara, a Marko ga, prije smrti, ubija i sahranjuje („bolje Šarca, neg brata Andriju“). Obje pojedinosti, kao što je pokazao Vladan Nedić, potječu od Turaka, jer samo u muslimanskima pjesmama na Balkanskome poluotoku konji plaču zbog rastanka s gospodarima i samo su islamski ratnici njegovali običaj „zahvalnog sahranjivanja konja“. I mnogi drugi detalji u Višnjićevima pjesmama mogu se shvatiti samo ako se u vidu ima to njegovo poznavanje muslimanskoga svijeta izbliza, poznavanje koje je u pojedinima trenutcima prelazilo u svojevrsnu pjesničku identifikaciju s tim svijetom. Višnjić nije samo dao likove turskih nasilnika, Fočić Mehmed-age, Kulin kapetana i dr., već je slikao i likove dobrih Turaka, kakvi su sultan Murat I. ili starac Fočo koji se očinski brinuo o raji („nego paz'te raju ko sinove“ – taj neobični politički savjet sultan Murat daje svojima vezirima, na Kosovu, na samrti).
Neki trenutci govore da je pjevač imao sluha i za duhovnu kulturu islamskoga svijeta. U pjesmama Starca Raška tajne minulih i budućih vremena čitaju se iz „knjiga starostavnih“. Kod Filipa Višnjića istu ulogu imaju muslimanske svete knjige, „knjige indžijele“, kako ih pjesnik naziva. Ponekad ta sklonost prema tuđem svijetu dobiva elegični prizvuk, kao npr. u distihu „drumovi će poželjet Turaka, a Turaka niđe biti neće“, u kojima je u viziju budućega oslobođenja unesena nostalgična perspektiva poraženoga neprijatelja.

## Doba stvaralaštva
Najvažniji trenutak u životu Filipa Višnjića bio je njegov prelazak u Srbiju 1809. godine. Do toga trenutka on nije sastavio niti jednu novu pjesmu. Neposredni dodir s ustaničkima zbivanjima bio je trenutak njegovoga rađanja kao pjesnika. Nekada je lutao po zemlji, pjevajući pjesme od starine, a sada se nalazio na mjestu gdje se stvarala povijest. Družio se s ustaničkima vojvodama, dobivao nagrade i priznanja.
Najviše je živio u blizini drinskoga bojišta. Ponekad se nalazio u samome središtu okršaja. Tako se našao u opsjednutoj Loznici, među njenima braniteljima, o čemu pjeva Sima Milutinović Sarajlija u svojoj „Serbijanki“ (pjesma „Dika slijepaca“).

## Klasifikacija pjesama
Višnjićeve pjesme dijelimo u dvije skupine:
- Pjesme o događajima kojima nije osobno prisustvovao, nego su pjevale o događajima koji su sr prenosili s koljena na koljeno
- Pjesme o događajima čiji je osobno bio svjedok

Prvoj skupini, između ostalih, pripadaju i sljedeće pjesme:
- Početak bune protiv dahija
- Boj na Čokešini
- Boj na Salašu
- Boj na Mišaru

Iz druge skupine pjesama izdvajaju se sljedeće:
- Boj na Loznici
- Knez Ivan Knežević
- Miloš Stoićević i Meho Orugdžić
- Hvala Čupićeva

Pjesme iz prve skupine umjetnički su više dograđene, prije svega „Početak bune protiv dahija“ i prvi dio pjesme „Boj na Mišaru“, dok se u drugoj skupini ističe pjesma osebujne vrijednosti i značaja o knezu Ivanu Kneževiću.

## Značaj
Višnjić je širom smatran kao jedan od najboljih epskih pjesnika koji je svirao na guslama. S Karadžićevim objavama zbirki srpskoga epskoga pjesništva, Višnjićeve pjesme našle su europsku publiku te su bile dobro prihvaćene. Ulaskom Srbije u suvremeno doba, epsko pjesništvo prestaje biti utjecajni likovni oblik, zbog čega je književni učenjak Svetozar Koljević opisao Višnjićeva djela kao „labuđi pjev epske tradicije.”
Svojim oslobodilačkim poletom Višnjić je najsličniji Petru II. Petroviću Njegošu, s kojim ga i inače povezuje niz zajedničkih crta. Iako je stvarao u tradicionalnima okvirima narodne epike i služio se standardnima formulama i klišeima, Višnjić je umnogome prerastao te okvire i u najboljima svojima trenucima dao epiku novoga tipa, ustaničku, oslobodilačku, revolucionarnu pjesmu, sa snažnima individualnima obilježjima. On stoji na prijelazu između usmenoga i književnoga stvaralaštva, između narodne pjesme i Njegoša.

## Nasljeđe
Svakoga studenoga u Gornjoj Trnovi održava se kulturna manifestacija zvana Višnjićevi dani koja privlači pisce, teoretičare i pjesnike te se pruža Srpska pravoslavna komemoracijska misa. Godine 1994. u Gornjoj Trnovi podignuto 
je spomen obilježje na mjestu gdje je Višnjić rođen. U Bijeljini njegovo ime nosi Narodna biblioteka „Filip Višnjić”. Višnjić je prikazan na grbovima Bijeljine i Ugljevika. Selo Grk u kojem je Višnjić proveo zadnje godine života preimenovano je u Višnjićevo. Mnoge ulice i škole u Srbiji i Republici Srpskoj nose njegovo ime. Tijekom Drugoga svjetskoga rata Vlada narodnoga spasa izdavala je novčanice s Višnjićevim likom. Višnjićev lik također je prisutan na novčanini od 20 bosanskohercegovačkih konvertibilnih maraka (inačica Republike Srpske). Višnjić se nalazi na popisu Sto najznamenitijih Srba kojega je sastavila Srpska akademija nauka i umetnosti 1993. godine.

## Vanjske poveznice
- Višnjić, Filip Hrvatska enciklopedija
- Višnjić, Filip, Proleksis enciklopedija
- [neaktivna poveznica], Istorijska biblioteka
- Vojislav M. Jovanović. 1954. O liku Filipa Višnjića i drugih guslara Vukova vremena. Zbornik Matice srpske za književnost i jezik. Projekat Rastko. Novi Sad. str. 67–96